# Hermann Lingg
Hermann (Ritter von) Lingg (Lindau, 22 gennaio 1820 – Monaco di Baviera, 18 gennaio 1905) è stato un poeta e romanziere tedesco.

## Biografia
Lingg studiò medicina presso le università di Monaco, Friburgo, Berlino e Praga e divenne un medico nell'esercito bavarese. Dal 1839 fu membro del Corpo Suevia München. Il suo battaglione era usato per sedare le insurrezioni rivoluzionarie a Baden; costretto ad agire contro le sue convinzioni, cadde in una grave depressione, entrò in un ospedale psichiatrico nel 1851 e presto presentò le sue dimissioni. Da quel momento in poi, visse a Monaco e si dedicò a studi storici e poetici, sostenuti finanziariamente dal re Massimiliano II. Il suo matrimonio con la figlia di un forestiero nel 1854 gli fece migliorare la sua stabilità mentale, e una pensione (con un sostegno finanziario occasionale da parte di amici, come Max von Pettenkofer e Justus von Liebig, e la Deutsche Schillerstiftung) gli migliorò la sua vita.
Lingg inizialmente divenne famoso per la raccolta di poesie introdotte da Emanuel Geibel (Stoccarda 1853). La sua opera più famosa fu Die Völkerwanderung (1866-68, 3 voll). Fu nobilitato nel 1890.
Il suo poema "Immer leiser wird mein Schlummer" fu impostato da Johannes Brahms nel Fünf Lieder, Op. 105. I suoi manoscritti ora si trovano nella Biblioteca di Stato bavarese. Ci sono strade che portano il suo nome sia a Monaco che a Lindau.

## Opere
- Catilina, 1864
- Die Walküren, 1865
- Vaterländische Balladen und Gesänge, 1868
- Liebesblüten aus Deutschlands Dichterhain, 1869
- Gedichte, 1870
- Zeitgedichte, 1870
- Wanderungen durch die internationale Kunstausstellung in München, 1870
- Violante, tragedia, 1871
- Dunkle Gewalten, 1872
- Die Besiegung der Cholera, 1873
- Der Doge Candiano, 1873
- Berthold Schwarz, 1874
- Die Sizilianische Vesper, 1876
- Macalda, tragedia, 1877
- Schlusssteine, poema, 1878
- Byzantinische Novellen, storia, 1881
- Von Wald und See, storia, 1883
- Clytia. Eine Szene aus Pompeji, 1883
- Skaldenklänge, (con Gräfin Ballestrem), 1883
- Högnis letzte Heerfahrt. Nordische Szene, 1884
- Lyrisches, poema, 1885
- Die Bregenzer Klause, 1887
- Meine Lebensreise, autobiografia 1899